# Cordyloporus serratus
Cordyloporus serratus är en mångfotingart som beskrevs av Carl Graf Attems 1898. Cordyloporus serratus ingår i släktet Cordyloporus och familjen Chelodesmidae. Inga underarter finns listade i Catalogue of Life.